# Leif Erland Andersson
Leif Erland Andersson (Parroquia de Vinbergs, Condado de Hallands, Falkenberg; 4 de noviembre de 1943 - Falkenberg; 4 de mayo de 1979) fue un astrónomo sueco. Trabajó en la cartografía de la cara oculta de la Luna.

## Vida y obra
Andersson fue un niño prodigio, que ganó el concurso televisivo sueco "10.000-kronorsfrågan" ("La pregunta de las 10,000 coronas") dos veces, la primera vez con 16 años de edad.
De adolescente también fue un conocido aficionado a la ciencia ficción en su país natal, donde presidió el MalCon en 1966 en Malmö, y continuó la edición de una revista pionera para los aficionados a la ciencia ficción (la Scandinavian Amateur Press Alliance (SAPA)) después de que John-Henry Holmberg dejó el cargo poco después de 1964.

## Carrera profesional
Andersson estudió astronomía en la Universidad de Lund, cuando recibió una beca para el Observatorio San Michele en la isla de Anacapri en Sicilia en 1968.
Estudió el trabajo del profesor Åke Wallenquist en la Universidad de Uppsala. Posteriormente fue a la Universidad de Indiana Bloomington para completar su doctorado. Mientras estuvo allí, se casó con Gloria Ptacek en 1973 en la Capilla Beck de la Universidad de Indiana.
Andersson accedió a un cargo de investigador posdoctoral en el verano de 1973 por medio del Dr. Gerard Kuiper en el Laboratorio Lunar & Planetario de la Universidad de Arizona en Tucson, Arizona, donde calculó el primer tránsito observable de Plutón y Caronte a principios de la década de 1980, pero no vivió para verlo.
Catalogó los rasgos del lado oculto de la luna, siendo coautor del Catálogo de Nomenclatura Lunar de la NASA con Ewen Whitaker, publicado en 1982.

## Fallecimiento
Leif Andersson murió de cáncer linfático a la edad de 35 años el 4 de mayo de 1979. Le sobrevivió su esposa, Gloria Lee Andersson (de soltera Ptacek).

## Reconocimientos
- El cráter Andersson de la Luna recibió su nombre.[15]
- El Spacewatch Asteroid Project del Laboratorio Lunar y Planetario de la Universidad de Arizona le dedicó un asteroide del cinturón de asteroides el 18 de diciembre de 1995, p. 827:[16] nombrándolo (9223) Leifandersson en su honor, reconociendo su trabajo en la determinación de la posición del polo de Plutón, el 24 de enero de 2000 (M.P.C. 38198).[17]